# Звягинцев, Дмитрий Григорьевич
Дми́трий Григо́рьевич Звя́гинцев (9 марта 1932 — 8 мая 2021) — советский и российский учёный, доктор биологических наук, заслуженный профессор МГУ, заслуженный деятель науки Российской Федерации (2004). Заведующий кафедрой биологии почв факультета почвоведения МГУ (1973—2009).

## Научная деятельность
Основные работы Звягинцева посвящены почвенной микробиологии: особенностям почвы как среды обитания микроорганизмов, структуре и свойствам почвенных микробоценозов, взаимоотношениям их с растениями и беспозвоночными.
Им внесён существенный вклад в изучение взаимодействия микроорганизмов с твёрдыми поверхностями, специфики развития иммобилизованных, адсобрированных клеток. Звягинцевым сформулированы основные принципы организации комплекса почвенных микроорганизмов. Показано наличие в почве множества разнообразных микросред обитания, присутствие в почве запаса микроорганизмов, находящихся в неактивном состоянии и активизирующихся при изменении условий (концепция микробного пула). Выявлено, что внесённые в почву чужеродные микроорганизмы не элиминируются, а долгое время сохраняются в ней в небольших количествах (принцип ненасыщенности) и благоприятных условиях могут давать всплеск численности и становиться доминантами. Доказано, что все важнейшие процессы функционирования экосистемы, осуществляемые почвенными микроорганизмами, никогда не определяются активностью лишь одного организма (правило дублирования).
Проводились исследования различий микробоценозов различных наземных экосистем, микробных сукцессий, иммобилизованных ферментов, роли анабиоза в жизни микроорганизмов, микроорганизмов в вечной мерзлоте, роли грибных меланопротеидов в формировании гумуса.

## Награды
- Лауреат премии имени М. В. Ломоносова (1974)
- Премия имени С. Н. Виноградского (1989)
- Государственная премия Российской Федерации в области науки и техники (2001)
- Премия им. В. Р. Вильямса (2002)
- Лауреат премии имени М. В. Ломоносова (2005)

Медали:
- «Ветеран труда»
- «В память 850-летия Москвы»

## Работы
К настоящему времени Д. Г. Звягинцев является автором более 550 научных работ, в том числе монографий:
- Взаимодействие микроорганизмов с твёрдыми поверхностями (1973)
- Микробные метаболиты (1979, в соавторстве)
- Экологическая роль микробных метаболитов (1986, в соавторстве)
- Почва и микроорганизмы (1987)
- Микроорганизмы и охрана почв (1989, в соавторстве)
- Microbial succession in soil (1995, в соавторстве)
- Microorganisms in permafrost (1995, в соавторстве)
- Экология актиномицетов (2001, в соавторстве)
- Разнообразие актиномицетов в наземных экосистемах (2002, в соавторстве)